# Ferdinand de La Baume
Pour les articles homonymes, voir Baume.
Ferdinand de La Baume, comte de Montrevel, marquis de Saint-Martin et de Savigny-sur-Orge, né en 1603 et mort à Paris le 20 novembre 1678, lieutenant-général des armées du roi, gouverneur des provinces de Bresse et de Bugey, chevalier du Saint-Esprit.

## Biographie
Ferdinand de La Baume est issu de la famille noble des La Baume, originaire de la Bresse. Il est le fils de Claude François de La Baume (1584-1621) et de Jeanne d'Agoult († avant 1619).
À la mort de son père, qui était mestre de camp du régiment de Champagne, il prend le commandement de ce dernier alors qu'il n'est âgé que de dix-sept ans et participe, à sa tête, aux sièges de Saint-Jean-d'Angély et de Royans en 1622. Il suit le Roi Louis XIII dans toutes les expéditions à La Rochelle, en Lorraine, en Languedoc, lors de ses voyages à Suze et à Pignerol. Au mois de novembre 1637, il est choisi pour aller en Piémont présenter les condoléances du Roi à Madame Royale pour la mort du duc de Savoie, son mari. Le Roi le fait conseiller d'État, capitaine de cent hommes d'armes, maréchal de ses camps et armées, lieutenant général en Bresse et au comté de Charolais (« païs de Bresse Bugey, Valromey & Gex »). Louis XIII le charge de défendre la Bourgogne conjointement avec les lieutenants-généraux, les comtes de Tavannes et de Tourville. Il reçoit le collier de chevalier des Ordres du roi lors de la promotion du 31 décembre 1661, à Paris. 
Il meurt à Paris le 20 novembre 1678, à l'âge de 75 ans.

## Famille
Ferdinand de La Baume épouse en octobre 1623 Marie Ollier de Nointel († 1663), fille de François Ollier et de Françoise Bouhier. 
De cette union sont nés :
- Charles-François, marquis de Saint-Martin (Saint-Martin-en-Bresse) et seigneur de Lugny, mort au château de Lugny le 2 mai 1666[2] après avoir passé des années au service du prince de Condé. ∞ (2 janvier 1647) Claire-Françoise de Saulx, marquise et dame de Lugny, comtesse de Brancion et de Cruzille).
- Louis, ecclésiastique.
- François.
- Nicolas Auguste (1645-1716), maréchal de France.
- Marie, abbesse de Saint-Andoche d'Autun.
- Isabelle Esprit, ∞ (17 février 1648) Louis-Armand, vicomte de Polignac.

## Sources et bibliographie
- Louis Moréri, Le grand dictionnaire historique : ou mélange curieux de l'histoire sacrée et profane, vol. 1, 1683 (lire en ligne), p. 528
- Anselme de Saint-Marie (originalmente Pierre de Guibours), Histoire généalogique et chronologique de la maison royale de France, des pairs, grands officiers de la couronne & de la maison du Roy, & des anciens barons du royaume ..., par la compagnie des libraires associez, 1733 (lire en ligne), p. 53